# Бережки (Польща)
Бережки (пол. Bereżki) — село в Польщі, у гміні Літовищі Бещадського повіту Підкарпатського воєводства,  давнє українське село в Закерзонні.

## Назва
У ході кампанії перейменування українських назв село в 1977—1981 рр. називалось Бжежкі (пол. Brzeżki).

## Історія
Перша згадка про село походить з 1674 року і називає село «Береги Ступосянські». До 1772 р. село знаходилося в Сяноцькій землі Руського воєводства.
У 1772-1918 рр. село було в складі Австро-Угорської монархії, у провінції Королівство Галичини та Володимирії, належало до гміни Ступосяни. На початку дев'ятнадцятого століття була гута скла на межі Бережків з Царинським, а в 1860-х роках з'явилася тут копальня нафти-сирцю. На початку XX ст. через село прокладена вузькоколійна залізниця від Соколик до Горішніх Устриків.
У 1919-1939 рр. — у складі Польщі. Село належало до Ліського повіту Львівського воєводства, у 1934-1939 рр. у складі об’єднаної сільської ґміни Ступосяни. Друга світова війна принесла нове горе і руйнування. Під час переходу фронту знищено більшу частину будівель.В 1945-1947  рр. жителі вивезені в СРСР або в операції «Вісла» на понімецькі землі.
У 1975-1998 роках село належало до Кросненського воєводства.

## Церква
У 1909 р. в селі була збудована дерев’яна церква Собору Пресв. Богородиці, була дочірньою церквою парафії Устрики Горішні Затварницького деканату, а з 1924 р. — Лютовиського деканату Перемишльської єпархії УГКЦ.

## Демографія
- 1840 — 282 греко-католики
- 1859 — 135 греко-католиків
- 1879 — 170 греко-католиків
- 1890 — 135 осіб (у 14 будинках)
- 1899 — 213 греко-католиків
- 1926 — 198 греко-католиків
- 1938 — 248 греко-католиків
- 1991 — 37 осіб
- 2004 — 10 осіб

## Сучасність
Тут є автобусна зупинка і наметове поле Бещадського національного парку. Єдиним із залишків старого села на даний час є кілька старих ясенів, які позначають подвір’я колишньої церкви.